# 岸田翔平
岸田 翔平（きしだ しょうへい、1990年4月3日 - ）は、大分県速見郡日出町出身のサッカー選手。ポジションはディフェンダー（右サイドバック）。九州サッカーリーグ・ジェイリースFC所属。既婚。マネジメント会社はエースポーツクリエイション。
双子の兄の岸田和人もサッカー選手。

## 来歴

### 初期
大分トリニータU-12、U-15、U-18と大分の各年代の下部組織に在籍し（U-18時代の同期に岸田和人・東慶悟・越智亮介・清武功暉）、高校卒業後は岸田和・清武と共に福岡大学に進学しサッカー部に入部。その他の同期には牟田雄祐・田中智大がいた。

### サガン鳥栖
2012年2月にJ1・サガン鳥栖の練習参加を経験すると、同年8月には特別指定選手として鳥栖に選手登録。9月29日、J1第27節サンフレッチェ広島戦に右SBとしてスタメン出場。積極的に前線に上がりクロスをあげる等攻撃面においては持ち味を発揮出来たが、相手の清水航平との1対1の場面で、シュートを防ごうとスライディングした所を躱され、そのままゴールを決められるなど守備において通用せず、ほろ苦いデビューとなった。それでも10月には、2013シーズンからの鳥栖への加入が内定した。
2013年2月17日、開幕を控え行われた学生との練習試合で負傷。左腓腹筋筋挫傷で全治3週間と診断。復帰後はリーグ戦3試合に出場したが、10月6日の練習試合の最中に再び負傷。右上腕骨内上顆剥離骨折で全治2か月の診断診断を受けた。
2014年シーズンは開幕からベンチ入りもできず、同年4月12日、練習中に左足関節内側側副靭帯損傷。全治3週間と診断の診断を受けた。回復後もナビスコ杯2試合のみの出場機会に留まった。

### V・ファーレン長崎
2015年、J2・V・ファーレン長崎へ期限付き移籍。リーグ戦24試合に出場し試合経験を積んだ。翌2016年も期限付き移籍期間を延長し長崎に残留。リーグ戦33試合に先発出場し、プロ初得点を含む4得点をマークした。前年はプレーに迷いを見せる事もあったが、試合経験を重ねることでメンタル面が向上。実績で上回るマッチアップ相手に勝つ事を試合のモチベーションとし、成長に繋げたことで攻撃的なサイドバックとして開花した。2016年シーズン終了後、期限付き移籍期間満了により長崎を退団。

### 大分トリニータ
2017年より大分トリニータに完全移籍。小学校〜高校年代まで大分下部組織に在籍していた岸田にとっては、9年振りの大分復帰となった。同年は松本怜や山岸智らとポジションを争い、シーズン中盤から終盤にかけて一時スタメンから外れたが、最終的にリーグ戦26試合に先発出場した。
2018年12月12日、大分市内で交通事故（乗用車による玉突き事故）を起こしてチームより厳重注意を受けた。

### 水戸ホーリーホック
2019年より、水戸ホーリーホックに完全移籍。2021年シーズン終了後、契約満了により水戸を退団。2021年12月9日、フクダ電子アリーナで行われたJリーグ合同トライアウトに出場した。

### ラインメール青森
2022年、JFLのラインメール青森に移籍。
2024年、青森との契約が満了。

### ジェイリースFC
2025年、ジェイリースFCに加入。大分トリニータに所属した2018年以来の地元クラブでのプレーとなった。

## エピソード
- 2017年1月16日に、大学時代より交際していた一般女性との入籍をクラブを通じ発表した[19]。2021年7月、第二子となる長男が誕生[20]。

## 所属クラブ
- 豊岡FC
- 大分トリニータU-12
- 大分トリニータU-15
- 2006年 - 2008年 大分トリニータU-18（大分東明高校）
- 2009年 - 2012年 福岡大学
  - 2012年8月 - 同年12月 サガン鳥栖（特別指定選手）
- 2013年 - 2016年 サガン鳥栖
  - 2015年 - 2016年 V・ファーレン長崎（期限付き移籍）
- 2017年 - 2018年 大分トリニータ
- 2019年 - 2021年 水戸ホーリーホック
- 2022年 - 2024年 ラインメール青森
- 2025年 - ジェイリースFC

## 個人成績
| 国内大会個人成績 | 国内大会個人成績 | 国内大会個人成績 | 国内大会個人成績 | 国内大会個人成績                       | 国内大会個人成績 | 国内大会個人成績 | 国内大会個人成績 | 国内大会個人成績 | 国内大会個人成績 | 国内大会個人成績 | 国内大会個人成績 |
| 年度             | クラブ           | 背番号           | リーグ           | リーグ戦                               | リーグ戦         | リーグ杯         | リーグ杯         | オープン杯       | オープン杯       | 期間通算         | 期間通算         |
| 年度             | クラブ           | 背番号           | リーグ           | 出場                                   | 得点             | 出場             | 得点             | 出場             | 得点             | 出場             | 得点             |
| 日本             | 日本             | 日本             | 日本             | リーグ戦                               | リーグ戦         | リーグ杯         | リーグ杯         | 天皇杯           | 天皇杯           | 期間通算         | 期間通算         |
| ---------------- | ---------------- | ---------------- | ---------------- | -------------------------------------- | ---------------- | ---------------- | ---------------- | ---------------- | ---------------- | ---------------- | ---------------- |
| 2007             | 大分U-18         | 18               | -                | -                                      | -                | -                | -                | 1                | 0                | 1                | 0                |
| 2009             | 福岡大           | 30               | -                | -                                      | -                | -                | -                | 1                | 0                | 1                | 0                |
| 2011             | 福岡大           | 14               | -                | -                                      | -                | -                | -                | 3                | 0                | 3                | 0                |
| 2012             | 福岡大           | 14               | -                | -                                      | -                | -                | -                | 2                | 1                | 2                | 1                |
| 2012             | 鳥栖             | 29               | J1               | 1                                      | 0                | 0                | 0                | -                | -                | 1                | 0                |
| 2013             | 鳥栖             | 29               | J1               | 3                                      | 0                | 2                | 0                | 0                | 0                | 5                | 0                |
| 2014             | 鳥栖             | 23               | J1               | 0                                      | 0                | 2                | 0                | 0                | 0                | 2                | 0                |
| 2015             | 長崎             | 15               | J2               | 24                                     | 0                | -                | -                | 2                | 0                | 26               | 0                |
| 2016             | 長崎             | 15               | J2               | 34                                     | 4                | -                | -                | 2                | 0                | 36               | 4                |
| 2017             | 大分             | 14               | J2               | 29                                     | 1                | -                | -                | 1                | 0                | 30               | 1                |
| 2018             | 大分             | 14               | J2               | 4                                      | 0                | -                | -                | 1                | 0                | 5                | 0                |
| 2019             | 水戸             | 13               | J2               | 30                                     | 0                | -                | -                | 1                | 0                | 31               | 0                |
| 2020             | 水戸             | 13               | J2               | 23                                     | 0                | -                | -                | -                | -                | 23               | 0                |
| 2021             | 水戸             | 13               | J2               | 3                                      | 0                | -                | -                | 1                | 0                | 4                | 0                |
| 2022             | 青森             | 5                | JFL              | 28                                     | 2                | -                | -                | -                | -                | 28               | 2                |
| 2023             | 青森             | 5                | JFL              | 26                                     | 1                | -                | -                | -                | -                | 26               | 1                |
| 2024             | 青森             | 5                | JFL              | 12                                     | 0                | -                | -                | -                | -                | 12               | 0                |
| 2025             | JLFC             | 3                | 九州             |                                        |                  | -                | -                |                  |                  |                  |                  |
| 通算             | 日本             | 日本             | J1               | 4                                      | 0                | 4                | 0                | 0                | 0                | 8                | 0                |
| 通算             | 日本             | 日本             | J2               | 147                                    | 5                | -                | -                | 8                | 0                | 155              | 5                |
| 通算             | 日本             | 日本             | JFL              | 66                                     | 3                | -                | -                | -                | -                | 66               | 3                |
| 通算             | 日本             | 日本             | 九州             | \|\|\|\|colspan="2"\|-\|\|\|\|\|\|\|\| |                  |                  |                  |                  |                  |                  |                  |
| 通算             | 日本             | 日本             | 他               | -                                      | -                | -                | -                | 7                | 1                | 7                | 1                |
| 総通算           | 総通算           | 総通算           | 総通算           | 217                                    | 8                | 4                | 0                | 15               | 1                | 236              | 9                |

- 2012年は特別指定選手

- J1初出場 - 2012年9月29日 第27節 サンフレッチェ広島戦（広島ビ）
- J2初出場 - 2015年3月8日 第1節 ジェフユナイテッド千葉戦（長崎県立）
  - 初得点 - 2016年5月22日 第14節 レノファ山口FC戦（維新公園）

## タイトル

### クラブ
大分トリニータU-18
- 大分県サッカー選手権大会（天皇杯大分予選）：1回（2007年）

福岡大学
- 総理大臣杯全日本大学サッカートーナメント：1回（2009年）
- 九州大学サッカーリーグ：3回（2009年、2010年、2012年）
- 福岡県サッカー選手権大会（天皇杯福岡予選）：2回（2011年、2012年）

## 選抜歴
- 2011年 九州大学選抜